# Affaire d'Outreau
Vous pouvez aider à l'améliorer ou bien discuter des problèmes sur sa page de discussion.
- Sa rédaction n'est pas équilibrée, et donne à certains aspects ou points de vue une importance disproportionnée. Considérez son contenu avec précaution. Pour lancer la procédure de résolution du problème, utilisez le paramètre neutralité. (Marqué depuis janvier 2023)
- Il se contredit lui-même. (Marqué depuis janvier 2023)
- Il a besoin d'un nouveau plan. (Marqué depuis janvier 2023)

Ne doit pas être confondu avec Affaire Dutroux.
L'affaire d'Outreau désigne, en France, une affaire pénale concernant des faits d'inceste, de viols et d'abus sexuels sur mineurs ayant eu lieu entre 1997 et 2000, ainsi qu'une affaire d'erreur judiciaire liée à une détention provisoire entre 2001 et 2004. Un procès en première instance a lieu devant la cour d'assises du Pas-de-Calais (Saint-Omer), du 4 mai au 2 juillet 2004, puis un procès en appel auprès de la cour d'appel de Paris en novembre 2005. Enfin, un procès devant la Cour d'assises pour mineurs d'Ille-et-Vilaine (Rennes) a lieu en 2015. L'affaire débouche sur quatre condamnations définitives et l'acquittement de treize des dix-sept accusés, dont plusieurs avaient été maintenus en prison pendant plusieurs années. Douze enfants sont reconnus, en première instance, victimes de viols, d'agressions sexuelles, de corruption de mineurs et de proxénétisme. Un des accusés, François Mourmand, meurt en détention provisoire, le 9 juin 2002, avant le premier procès.
Le thème de l'affaire, le nombre d'enfants reconnus victimes, ainsi que le nombre d'adultes mis en examen — et souvent maintenus en détention provisoire sans jugement — donnent à cette affaire une dimension nationale, suscitant une forte émotion dans l'opinion publique et mettant en évidence des dysfonctionnements de l'institution judiciaire, des experts et des médias. Les particularités des procès et les multiples rebondissements qu'elle connaît font de l’affaire d'Outreau un sujet toujours sensible et controversé. Une commission d'enquête parlementaire est mandatée en décembre 2005 pour analyser les causes des dysfonctionnements de la justice dans le déroulement de cette affaire et proposer d'éventuelles réformes sur le fonctionnement de la justice en France.

## Début de l’affaire
Entre 1995 et 2000, plusieurs rapports et notes sont produits par l'Unité territoriale d'action sociale (UTAS) faisant état d'une situation préoccupante concernant la famille Delay, domiciliée à Outreau. Le 13 mars 1995, l'UTAS d'Outreau envoie un rapport à la responsable de l'Aide Sociale à l’Enfance (ASE), qui saisit l'autorité judiciaire. Cette alerte débouche sur le placement de l'un des enfants de la famille Delay qui, à l'époque, en compte trois[réf. nécessaire]. Le rapport ne constate pas de problème particulier pour le bébé de dix mois[réf. nécessaire]. En revanche, l’un des aînés est présenté comme « un enfant apparaissant comme très perturbé » qui « En présence de M. Delay, [...] semble complètement renfermé sur lui-même, ne lui adresse que très difficilement la parole [...] [et le] craint, apparemment, énormément » Le rapport souligne que l'enfant lui-même souhaite son placement. La réponse de l’ASE fait valoir que, sur la base des indications contenues dans ce rapport — notamment le constat de rejet manifeste de l'enfant par sa mère — elle estime qu'il y a danger, au sens de l'article 375 du code civil, qui dispose que « si la santé, la sécurité ou la moralité d'un mineur non émancipé sont en danger, ou si les conditions de son éducation ou de son développement physique, affectif, intellectuel et social sont gravement compromises, des mesures d'assistance éducative peuvent être ordonnées par la justice. »
Les quatre enfants de Myriam Badaoui et de son époux Thierry Delay sont placés dans des familles d’accueil le 25 février 2000, à la demande expresse de la mère de famille, qui dénonce des violences de la part de son mari. En décembre de la même année, ces enfants confient à leurs assistantes familiales avoir été contraints, par leurs parents, de visionner des vidéocassettes pornographiques et de participer à des rapports sexuels ; ils évoquent également des « manières » que leurs parents leur auraient fait subir avec d'autres personnes, notamment des locataires de la cité HLM de la tour du Renard à Outreau, en banlieue sud de la ville portuaire de Boulogne-sur-Mer (Pas-de-Calais), où habitent les Delay-Badaoui, ainsi qu'avec des personnes « extérieures ». Les assistantes familiales préviennent alors l'Aide sociale à l'enfance de Boulogne-sur-Mer qui fait un signalement auprès du procureur de la République de la ville, Gérald Lesigne. Le parquet déclenche alors l’action publique.

## L'instruction
L'instruction débute en 2001 et se clôt en mai 2003 par une ordonnance de mise en accusation. Elle est confiée en février 2001, sur demande d'ouverture d'une information par le procureur de la République de Boulogne-sur-Mer, Gérald Lesigne, au juge d'instruction Fabrice Burgaud, en poste depuis à peine un an. Sur les dénonciations de plusieurs enfants, confirmées par des parents, sur les déclarations de plusieurs des mis en examen qui accuseront mutuellement (six passeront aux aveux, deux se rétracteront) un grand nombre de personnes[Combien ?], sont mises en garde à vue puis en examen 18 d'entre elles (dont les parents des enfants qui portent des accusations) et sont placées en détention provisoire sur décision du juge des libertés et de la détention. Certaines[Lesquelles ?] resteront écrouées durant un an, d'autres[Lesquelles ?] un peu plus de trois ans. L'une d'elles, accusée de meurtre, décède en prison d'une surdose de médicament en juin 2002, sans que le suicide ou l'erreur d'ordonnance soient déterminés.
Début 2001, l'enquête préliminaire de police auprès du Centre hospitalier de Boulogne-sur-Mer met en évidence un nombre assez[évasif] élevé d'admissions des enfants Delay à l'hôpital entre novembre 1994 et décembre 1998. Certains motifs d'hospitalisations confortent les soupçons de maltraitance et d'agression sexuelle : infection du prépuce avec ulcération du méat urétral, traumatisme crânien avec perte de connaissance initiale, inflammation de la bourse droite, infection du testicule, douleurs abdominales, diarrhée fébrile avec traces de sang dans les selles. Une suspicion d'atteintes sexuelles sur un enfant de la famille est clairement formulée en juin 1999 par la Direction de la protection judiciaire de la jeunesse.
Les enfants Delay mentionnent également des viols en réunion sur d'autres enfants. Quinze d'entre eux, identifiés avec les déclarations de certains adultes[Lesquels ?] mis en examen, sont soustraits à leurs familles et placés en familles d'accueil. Ils sont interrogés par les policiers et le magistrat instructeur et également examinés par deux experts psychologues qui attestent de la crédibilité de leurs propos. Douze enfants qui maintiennent par la suite leurs déclarations seront finalement reconnus victimes et indemnisés à la suite du premier procès.
Au total, trente-six personnes apparaissent dans le dossier d'instruction comme potentiellement coupables. Les 18 accusés finalement retenus ont fait l'objet de dénonciations dès les débuts de l'enquête, en plus des témoignages recueillis auprès des enfants[réf. nécessaire].
Le tournage de vidéocassettes pédopornographiques est évoqué par les enfants et plusieurs des adultes accusés, de même que la vente de vidéocassettes tournées en Belgique. C'est ainsi qu'un réseau pédophile international se serait formé autour des enfants maltraités d'Outreau. Des abus se déroulant dans une villa en Belgique auraient été corroborés par des écoutes téléphoniques entre Thierry Delay et sa mère alors qu'il était incarcéré. Toutefois, les enquêteurs ne parviennent pas à exploiter cette piste qui n'est étayée par aucun élément en Belgique malgré les recherches.
Une enquête est également menée concernant une fillette de cinq à six ans, qui aurait été tuée en Belgique au cours d'un viol en réunion, selon les déclarations du plus jeune des mis en examen lors de sa détention provisoire : Daniel Legrand fils, âgé de vingt ans. Les témoignages de Myriam Badaoui et de deux des enfants Delay, ainsi que le témoignage indirect d'une autre victime, viennent corroborer la déclaration[réf. nécessaire]. Deux mois après ses déclarations début 2002, Daniel Legrand les rétracte. Il expliquera par la suite avoir tout inventé, croyant à une promesse de libération du juge d'instruction s'il parlait. L'accusation sera abandonnée en 2007, aucune trace d’enfant disparu ni de corps n’ayant été retrouvée.
Certains des avocats[Lesquels ?] se plaignent auprès de la Cour d'appel d'une instruction menée selon eux uniquement à charge par un juge novice, et réclament que l'affaire soit délocalisée. Le 4 juin 2003, lors d'une dernière audience de la Chambre de l'instruction de la Cour d'appel de Douai, Franck Berton, avocat d'une infirmière accusée d'avoir violé deux enfants, affirme que « ce dossier est celui du mensonge, et [qu'] il va s'effondrer à l'audience. ». Le 1er juillet 2003, les trois magistrats de la chambre de l'instruction renvoient 17 accusés aux assises, sans tenir compte des réquisitions du procureur de Boulogne qui avait réclamé un non-lieu pour deux d'entre eux.

## Le procès de Saint-Omer
Le 4 mai 2004, s'ouvre au palais de justice de Saint-Omer (Pas-de-Calais) le procès dit « procès d'Outreau » où se seraient déroulés les faits. L'affaire défraie la chronique à plusieurs reprises au cours de l'instruction ; certains[Qui ?] évoquent une « affaire Dutroux à la française ». À Saint-Omer, une foule impressionnante de journalistes et de curieux se précipite chaque jour lors des neuf semaines d'audience, pour assister au jugement des 17 accusés qualifiés de « monstres ».
Le procès se tient dans la petite salle des Assises du tribunal de Saint-Omer dont l'exiguïté et le nombre de personnes mises en examen conduisent à une disposition particulière. Avec l'accord des parties, les 17 accusés occupent pendant 2 mois la salle d'audience en compagnie de leurs avocats, les enfants concernés témoignant à tour de rôle depuis le box habituellement dévolu aux accusés. Une seconde salle est utilisée avec une liaison vidéo vers la salle d'audience pour permettre à des journalistes et à quelques personnes du public d'assister au procès. Par la suite, un petit chapiteau à l'extérieur remplace cette seconde salle qui n'est plus disponible[réf. nécessaire].
Quatre des accusés plaident coupable : Thierry Delay, Myriam Delay-Badaoui et leurs voisins de palier, David Delplanque et Aurélie Grenon. Treize des accusés, quatre femmes et neuf hommes, plaident l'innocence, et font bloc contre les quatre personnes plaidant coupable qui les ont dénoncés. La défense reproche au juge Burgaud de ne pas avoir procédé à des confrontations entre les enfants victimes et les adultes accusés, y voyant un biais dans l'instruction, bien que dans le cas d'abus sur mineurs ce soit une pratique courante[réf. nécessaire].
Le 18 mai 2004, Myriam Badaoui rétracte ses aveux et affirme avoir tout inventé. Elle déclare être « une femme malade et une menteuse » causant la stupeur et la consternation, jusque dans la presse étrangère,. Cependant, elle revient ensuite à ses déclarations initiales. Alors que la presse parle déjà de « scandale judiciaire d'Outreau », la Cour d'assises du Pas-de-Calais refuse de remettre en liberté sept des huit personnes disculpées la veille et encore en détention.
À la fin du procès, Aurélie Grenon et David Delplanque reprennent finalement  la version donnée au premier jour de leur arrestation, un huis clos à quatre dans une cage d'escalier mettant en cause le comportement du juge Burgaud qui « a demandé des noms », et disent « avoir honte »[pas clair]. Myriam Delay reste, après plusieurs revirements, la seule à accuser les treize autres. De son côté, la défense fait intervenir cent cinquante témoins en faveur de ses clients[réf. nécessaire].
Le procureur Gérald Lesigne, supérieur direct de Fabrice Burgaud lors de l'instruction et avocat général lors de ce procès, requiert la condamnation des quatre accusés reconnaissant les faits, ainsi que de six accusés niant les faits. Il requiert l'acquittement pour les sept autres accusés[réf. nécessaire].
Le 2 juillet 2004, au terme de quinze heures de délibéré, les quatre accusés qui reconnaissaient leur culpabilité sont condamnés à 15 et 20 ans de réclusion criminelle pour le couple Badaoui-Delay pour viols, agressions sexuelles, proxénétisme et corruption de mineurs ; et à 4 et 6 ans de détention pour le couple de voisins Delplanque-Grenon[réf. nécessaire].
Les sept accusés pour lesquels le procureur Lesigne avait requis l'acquittement sont remis en liberté[réf. nécessaire].
Les six autres accusés sont condamnés, dont quatre à des peines couvrant la détention provisoire qu'ils avaient déjà effectuée. Les deux autres sont incarcérés afin d'effectuer le solde des peines prononcées. Ils retrouvent cependant quelques jours plus tard leur famille au terme d'une ultime demande de remise en liberté conditionnelle. Ces six condamnés feront appel de la décision rendue à Saint-Omer[réf. nécessaire].

## Le procès en appel
Le procès en appel de six des dix personnes condamnées en première instance se tient devant la Cour d'appel de Paris en novembre 2005. Pour le journal Le Monde, à travers ce nouveau procès, c'est la justice elle-même qui est « en appel ». Dès les premiers jours, la principale accusatrice, Myriam Badaoui, déclare que les six appelants « n'ont strictement rien fait » et qu'elle a menti,. Son ex-mari, Thierry Delay, soutient ses déclarations.
Durant l'audience, les avocats de la défense mettent en cause les expertises psychologiques et, pour l'une des expertes, Marie-Christine Gryson, évoquent un conflit d'intérêts. Cinq nouveaux experts sont nommés en urgence par Odile Mondineu-Hederer, présidente de la Cour d'assises, lesquels confirment les conclusions des premiers experts quant au caractère crédible des propos des enfants. La présidente de la Cour d'appel rend compte du rapport d'expertise de Christine Condamin, menacée de mort pour avoir confirmé les expertises[Lesquelles ?] [pas clair] et absente à l'audience, et fait valoir qu'il n'était sans doute pas utile de l'interroger[pas clair][non neutre]. Un autre expert est interrogé près de trente minutes sur une faute d'orthographe affectant son rapport. Les rétractations de trois enfants au cours de leur interrogatoire par la présidente de la Cour d'assises contribuent cependant à affaiblir leurs accusations. Jean-Luc Viaux, expert psychologue, déclenche une polémique en déclarant à la sortie de son audition lors du procès : « Quand on paie les expertises au tarif d'une femme de ménage, on a des expertises de femmes de ménage ! ». La remarque visait, selon les explications qu'il a fournies ultérieurement, les reproches de forme qui lui avaient été adressés à la barre, mais elle est relayée par certains journalistes[Lesquels ?] comme un aveu de la mauvaise qualité des expertises pratiquées. Le docteur Paul Bensussan invoque à la barre la théorie controversée du syndrome d'aliénation parentale. En réponse, quatre associations demandent son retrait de la liste des experts judiciaires.
À la fin du procès, l'avocat général requiert l'acquittement pour l'ensemble des accusés. Face à ces réquisitions favorables, la défense renonce à plaider, invitant en lieu et place à une minute de silence en hommage à François Mourmand, accusé de meurtre dans l'affaire et mort, âgé de 32 ans, en détention provisoire, du fait d'une surdose médicamenteuse dont la cause reste indéterminée,. Fait exceptionnel, sans en avoir avisé la présidente de la Cour d'assises, Odile Mondineu-Hederer, le procureur général de Paris, Yves Bot, vient  le dernier jour du procès en fin d'audience présenter ses excuses aux accusés « au nom de la justice » avant le rendu du verdict[réf. nécessaire]. Cela lui sera reproché par la suite par plusieurs magistrats. Le procureur invite par ailleurs la Cour d'assises à délibérer dans les trois heures[réf. nécessaire], afin que l'annonce du verdict puisse être faite par le ministre de la Justice au journal télévisé de 13 heures. Elle est finalement faite, au terme de sept heures et demi de délibéré, au journal de 20 heures[réf. nécessaire].
Enfin, au soir du jeudi 1er décembre 2005, un verdict d'acquittement général pour l'ensemble des accusés est rendu par le jury, mettant un terme à cinq années de ce qui est qualifié, depuis le premier procès, de « naufrage judiciaire », voire de « Tchernobyl » judiciaire.
Quelques heures après le verdict, le ministre de la Justice, Pascal Clément, donne une conférence de presse, présentant à son tour ses excuses aux acquittés au nom de l'institution judiciaire. Il annonce l'ouverture d'une triple enquête des inspections générales des services judiciaires, policiers et sociaux, et évoque la possibilité de sanctions administratives contre certains des acteurs de l'affaire au terme des résultats des enquêtes demandées[réf. nécessaire]. On[Qui ?] annonce aussi plusieurs modifications d'ordre législatif ou réglementaire relatives à la procédure pénale, en particulier dans les affaires d'abus sexuel sur mineur[réf. nécessaire].
Le 5 décembre, cinq jours après le verdict de la Cour d'assises d'appel, le président de la République, Jacques Chirac, publie un communiqué indiquant qu'il a souhaité écrire à chacune des personnes concernées pour leur exprimer, à titre personnel, son émotion et son soulagement devant leur remise en liberté, et leur présenter, en tant que garant de l'institution judiciaire, ses regrets et ses excuses. Sur les raisons des dysfonctionnements et des éventuelles responsabilités qui ont conduit à cette « catastrophe judiciaire », il tient à préciser aux victimes que des enquêtes étaient ouvertes, que toutes les conclusions en seraient tirées et qu'il y veillerait personnellement[réf. nécessaire].

## Le procès de Rennes
Dix ans après son acquittement, Daniel Legrand fils comparaît une troisième fois devant la justice au titre de l'affaire devant la Cour d'assises des mineurs de Rennes, du 19 mai au 5 juin 2015. En effet, bien qu'ayant été innocenté en tant qu'adulte majeur lors du procès en appel de Paris, il reste accusé pour les faits qu'il aurait pu commettre de 1997 à 1999 en tant que mineur. Le syndicat FO-Magistrats et l’association de protection des enfants Innocence en danger avaient fait valoir en 2013 auprès du parquet que cette partie du dossier non jugée n'était pas prescrite. Selon le journal Le Monde, l'association, dont les avocats assistent les enfants Delay, est « seule contre presque tous », alors que le monde de la protection de l’enfance souhaite enfin tourner la page.
Trois des frères Delay, devenus majeurs et s'étant portés parties civiles, accusent Daniel Legrand de viols. De plus, l'aîné affirme que Daniel Legrand a lui-même été victime de viol, ce que ce dernier ne confirmera pas [Quand ?]. De leur côté, les parents, Thierry Delay et Myriam Badaoui, disculpent Daniel Legrand fils. Daniel Legrand père étant décédé en 2012, les acquittés survivants des deux procès précédents, cités par la défense, viennent en soutien de Daniel Legrand fils et relatent leur « calvaire » judiciaire. L'ancien juge d'instruction Fabrice Burgaud, devenu chef de bureau à la Cour de cassation, est interrogé comme témoin et ne parvient pas à expliquer les manques de l'instruction portant sur la vérification des accusations de l'époque contre Daniel Legrand père et fils. L'avocat général décide de requérir l'acquittement, les six avocats de la défense se décidant à ne pas plaider. Daniel Legrand est définitivement acquitté.
En novembre 2015, à la suite du procès de Rennes, les magistrats de la Cour d'appel de Douai décident de supprimer la psychologue Marie-Christine Gryson-Dejenhansart de la liste des praticiens agréés sur laquelle elle figurait depuis 1989.

## L'enquête parlementaire
À la suite de l'acquittement général lors du procès en appel, l'Assemblée nationale décide en décembre 2005, à l'unanimité, de nommer une commission d'enquête parlementaire,. En janvier 2006, des polémiques naissent quant à la composition de cette commission et au sujet du procès à huis clos décidé pour les auditions de certaines personnes[Lesquelles ?] [style à revoir] concernées par l'affaire. Le choix du huis clos (initialement envisagé) est contesté par les acquittés, et la commission n'a plus d'hésitations à l'abandonner quand le juge Burgaud fait part, lui aussi, de sa préférence pour des auditions publiques. Mais ce huis clos peut cependant être rétabli pour les personnes interrogées qui en font la demande. Entre le 10 janvier et le 12 avril 2006, la commission d'enquête entend 221 personnes pendant plus de 200 heures (juges, prévenus, mais aussi journalistes).
Comme toute commission parlementaire, elle dispose de six mois pour rendre son rapport et a également le pouvoir de contraindre toute personne à venir témoigner devant elle. Elle peut aussi avoir accès à tous les documents souhaités, hors cas particulier comme le secret défense[réf. nécessaire].

### Composition de la commission
La commission d'enquête parlementaire sur Outreau (officiellement appelée « commission d'enquête chargée de rechercher les causes de dysfonctionnements de la justice dans l'affaire dite d'Outreau et de formuler des propositions pour éviter leur renouvellement ») est présidée par André Vallini (PS) et secondée par Philippe Houillon (UMP) comme rapporteur, tous deux avocats de métier. Les enregistrements vidéos de l'ensemble des intervenants de ce procès convoqués par la commission (avocats, juges, experts, procureur, acquittés) sont diffusés sur le site de l'Assemblée nationale[réf. nécessaire].
La commission est composée de trente membres (le maximum que peut compter une commission), dont la composition est proportionnelle à la représentation politique de l'Assemblée nationale. La commission procède à de nombreuses auditions dont le calendrier est rendu public.

### Auditions
Le 18 janvier 2006, ceux qu'on nomme les « acquittés d'Outreau » sont appelés à exprimer leur vision du système judiciaire dans le cadre de l'enquête, comme le lendemain leurs avocats. Les auditions de la commission d'enquête parlementaire sont retransmises avec un léger différé sur La Chaîne parlementaire pour permettre d'anonymiser les prénoms des enfants, afin de préserver leur identité. Elles sont relatées dans les journaux télévisés des chaînes nationales ainsi que dans la presse. L'ensemble de la chaîne judiciaire[C'est-à-dire ?] montre le calvaire vécu par les accusés[style à revoir] depuis leur garde à vue jusqu'au procès, les graves atteintes à leurs vies ainsi qu'à celles de leurs enfants[réf. nécessaire].
L'un des accusés, l'huissier de justice Alain Marécaux, né le 27 mai 1964, fait une tentative de suicide quelques jours après son audition par la commission, dans la nuit de lundi 23 au mardi 24 janvier 2006. Cet événement, joint aux dénonciations incisives des avocats des accusés[style à revoir][pas clair], cause une vive émotion à travers l'opinion. Alain Marécaux avait publié en 2005 un livre, Chronique de mon erreur judiciaire, qui raconte l'histoire de son accusation[style à revoir]. L'ouvrage est adapté au cinéma en 2011 sous le titre Présumé Coupable, réalisé par Vincent Garenq, Alain Marécaux étant interprété par Philippe Torreton (2011).
Auditionné le 8 février 2006 pendant plus de 6 heures, le juge Burgaud exprime sa compassion envers les acquittés, mais estime « avoir effectué honnêtement son travail ». Il affirme avoir eu « des doutes dès le départ » mais déplore que personne ne lui ait dit qu'il faisait « fausse route à l'époque de l'instruction ». Pour France 3 « le juge apparaît comme un homme seul et inexpérimenté et jusqu'au bout, ses explications restent très confuses ». Les acquittés qui ont souhaité assister à l'audition se disent déçus et regrettent qu'il ne se soit pas excusé.

## Les multiples dysfonctionnements
Le rapport d’enquête de la commission parlementaire relève les dysfonctionnements suivants :
1. Le signalement des maltraitances sur mineurs et des violences sexuelles : une réaction tardive, conséquence de cloisonnements excessifs ;
2. La parole et le traitement des enfants : un défaut de prudence et de méthode ;
3. Une instruction univoque ;
4. Une valorisation excessive du rôle des experts ;
5. L'exercice entravé des droits de la défense ;
6. Les contrôles exercés par la chaîne judiciaire : une succession de défaillances ;
7. Une pression médiatique excessive.

### Les dysfonctionnements de la justice
D'abord, concernant la justice : tous les échelons de l'appareil judiciaire sont mis en cause, surtout les pouvoirs importants du juge d'instruction, le non-respect de la présomption d'innocence, le recours à l'emprisonnement préventif ainsi que l'importance donnée aux expertises psychiatriques, jugée trop grande.
Les acteurs sociaux sont, eux aussi, mis en cause par les avocats de la défense, notamment les experts psychiatriques et les professionnels (assistants sociaux, etc.) ayant recueilli la parole de l'enfant, mais aussi les associations de protection de l'enfance accusées de faire du lobbying et d'exercer une forte pression sur les juges en dressant le spectre du scandale.
Beaucoup de critiques, émises par les avocats des accusés et par le Dr Paul Bensussan, qui l'avaient invité à témoigner lors du procès en appel, portent sur l'écoute de la parole de l'enfant victime, reçue sans précaution comme une expression de la vérité, extrémité qui serait un retour de balancier à la suite de la prise de conscience de la gravité des violences sexuelles sur mineur au cours de la décennie précédente.
Un des éléments le plus souvent mis en avant par la commission parlementaire semble être le problème de « la solitude du juge d'instruction ». Les parlementaires ont souligné à plusieurs reprises qu'il paraissait difficile de continuer à laisser le juge d'instruction prendre autant de décisions aussi importantes sans en référer ou au moins en discuter avec qui que ce soit.
Un autre problème apparu lors de l'audition du juge Burgaud, le 8 février 2006, est celui de l'inexpérience des juges « sortant de l'école ». Un parlementaire indique qu'il lui semble que, pour des affaires d'importance, un délai de cinq ans d'expérience semblait être un minimum. En l'occurrence, le problème est que, dans la juridiction de Boulogne-sur-Mer, il n'y avait que trois juges d'instruction, dont le plus expérimenté n'avait, à l'époque des faits, qu'un an et demi de pratique.
La pénurie de moyens, devant une judiciarisation des relations sociales, est également mise en avant : le budget de la justice mettait la France au 29e rang européen en octobre 2006 (selon la Commission européenne pour l'efficacité de la justice, en octobre 2010, la France était classée 37e sur 43 pays).
En avril 2009, à l'issue d'une procédure disciplinaire menée par le Conseil supérieur de la magistrature, le juge d'instruction Fabrice Burgaud n'est sanctionné que par une « réprimande avec inscription au dossier ». Son avocat, Patrick Maisonneuve, s'insurge cependant, qualifiant la décision de « politique ». Trois des acquittés, Karine Duchochois, Dominique Wiel et Alain Marécaux, protestent et affirment qu'ils ne comprennent pas l'absence de réelle sanction. La polémique enfle et la classe politique, toutes tendances confondues, s'insurge contre une sanction jugée incompréhensible. André Vallini estime que « c'est presque de la provocation ». Philippe Houillon juge « décalé, incompréhensible », le mot de "réprimande". De leur côté, les syndicats de magistrats sont également outrés par la décision, même s'ils défendent leur collègue injustement sanctionné selon eux. La décision est aussi contestée parce qu'un des membres du CSM a joué un rôle dans l'instruction de l'affaire Outreau. L'avocat Maître Eolas explique de son côté que le CSM a considéré que les fautes disciplinaires commises avant le 17 mai 2002 étaient couvertes par l'amnistie présidentielle de 2002 et donc la sanction ne porte que sur les trois derniers mois sur 20 mois d'instruction, ce qui explique le choix de la sanction la plus faible.
De nombreux juges ou procureurs continuent de croire en 2015 que les acquittements prononcés en 2005 sont le résultat d’une campagne médiatique et non un dysfonctionnement de l'appareil judiciaire.

#### Procédure inquisitoire
La procédure inquisitoire de la justice française est largement[non neutre] remise en cause[Par qui ?], dans la mesure où le rôle assigné au juge d'instruction empêcherait celui-ci de faire preuve d'humanité et d'humilité[En quoi ?]. Sa position au sein de l'institution ne le placerait pas non plus en position d'instruire à décharge les affaires qui lui sont confiées[réf. nécessaire].

### Réactions politiques
À l'époque des procès d'Outreau[Quand ?], Nicolas Sarkozy, alors dirigeant de l'UMP, fait de la disparition du juge d'instruction l'un de ses principaux combats[non neutre][réf. nécessaire]. Élu président de la République, il fait référence à l'affaire d'Outreau pour justifier début 2009 le projet de réforme de la procédure pénale comportant la suppression des juges d'instruction. Ce projet, qui institue un « juge de l'instruction » travaillant sous la direction du parquet, lui-même restant dépendant du pouvoir exécutif, est abandonné en 2010.

### Le rôle des experts
De nombreux experts psychologues (Jean-Luc Viaux, Marie-Christine Gryson-Dejehansart) et psychiatres sont intervenus professionnellement dans ce dossier. Leurs conclusions ont été dénoncées par les avocats de la défense, notamment devant la Commission parlementaire par Thierry Normand, l'avocat des enfants Delay, qui les qualifie de « désastre absolu », ou de l'abbé Dominique Wiel qui les traite de « fumistes », aveuglés dans leur quête de re-sacralisation de l'enfant. Si la partialité et l'incompétence des experts psychiatriques ont été également remises en cause par les médias, la Fédération Française de Psychologie rappelle que les psychologues livrent des hypothèses qui n'ont pas à être traitées ou entendues comme des vérités absolues. Cela n'a pas empêché le procès en appel d'aboutir à une « diabolisation de l’expertise à coup d’assertions fausses », la cour ayant sans doute besoin d'un exutoire, et les experts lui ont fourni une cible facile.
Lors du procès en appel, le tribunal avait demandé à un second collège d'experts d'examiner les enfants victimes, et leurs conclusions étaient en accord avec celles de leurs confrères qui avaient été mis en cause, Jean-Luc Viaux et Marie-Christine Gryson Dejehansart.

### Le rôle des médias
Le traitement médiatique des affaires dites de « pédophilie » fut montré du doigt : ont été dénoncés pêle-mêle la précipitation, le manque de professionnalisme, la tendance à croire le pire sans vérifications, des accusations nominales bafouant parfois la présomption d'innocence et surtout l'abandon des principes journalistiques de base.
Le livre de Florence Aubenas, journaliste au quotidien Libération, raconte comment des conversations, protégées par le principe de protection des sources d'information des journalistes, avec un magistrat chevronné travaillant dans la région, l'ont mise en garde contre les excès du juge Fabrice Burgaud, chargé de l'instruction. Alors que le premier article, dans La Voix du Nord le 7 avril 2001, avait suscité l'indifférence, l’arrestation de sept personnes à Boulogne-sur-Mer à la mi-novembre a déclenché un « emballement » des hiérarchies rédactionnelles. Certaines y résistent, comme Jean-Marie Pontaut, alors rédacteur en chef « investigations » à l’hebdomadaire L'Express. Des contre-enquêtes sont diffusées relativement vite, en mars 2002, dans Au nom de la loi (RTBF), qui fait le voyage d’Ostende pour découvrir qu'il n’existait pas de sex-shop au centre du prétendu « réseau », puis le 4 avril 2002 dans Pièces à conviction sur France 3.
Les médias plaident pour une réflexion sur l'équilibre qui doit être trouvé entre d'une part le droit et le devoir d'informer, d'autre part le respect de la présomption d'innocence. Malgré ces bonnes intentions affichées, Antoine Perraud montre que les médias se sont surtout préoccupés de se couvrir mutuellement. Selon Jean-Claude Magendie, premier président honoraire de la cour d'appel de Paris, l'affaire d'Outreau a démontré que la justice ne pouvait se désintéresser de la façon dont elle est perçue et comprise, mais qu'elle devait le faire sans perdre son indépendance.

### La pression sociale
L'opinion publique fut très partagée : si les prêtres du doyenné furent par exemple très solidaires de l'abbé Dominique Wiel, l'évêque d'Arras Mgr Jean-Paul Jaeger en revanche ne souhaita pas engager le diocèse et refusa notamment d'aider l'abbé Wiel à financer sa défense.
La réponse classique du droit est d'essayer de limiter le plus possible toute pression sociale sur les juges (ils ne peuvent donner de conférence de presse, par exemple).

### Relations entre magistrats, avocats de la partie civile et avocats de la défense
Certains avocats de la partie civile, rejoints par des magistrats et certains experts, refusent de parler de « fiasco judiciaire » et critiquent l'attitude des avocats de la défense lors du procès. Le président de la Cour d'appel de Douai, Éric Maurel, indique l'extrême tension des débats, ne favorisant pas l'expression des enfants. S'il reconnaît qu'« à l'audience, les avocats de la défense ont fait leur travail », il leur reproche leurs relations avec la presse nationale « se concrétisant par des repas associant certains avocats, des journalistes et des accusés ».
Lors du premier procès, alors que 13 des accusés se révoltent contre leur mise en cause par Myriam Delay et ses « interventions vociférantes », Claire Brisset, Défenseure des droits de l'enfant, dénonce la violence de la situation pour les enfants cités en tant que témoins, avec des « exclamations [qui] fusent, [des] grandes personnes [qui] s'interrompent bruyamment ».
La commission d'enquête parlementaire constate, avec le député Gilles Cocquempot, une « stratégie de défense collective des avocats des futurs acquittés », sans la juger négativement. Ce point est confirmé par Me Da Silva, qui affirme que seize avocats sur dix-sept avaient la même stratégie. Claire Montpied, membre de la chambre de l'instruction en 2004, regrette pour sa part cette stratégie et affirme que la défense avait pris comme « argument de plaidoirie de caricaturer la justice, plutôt que de répondre loyalement aux questions difficiles et délicates que posait ce dossier ».

## Les conséquences et les leçons de l'affaire

### Indemnisations
Les personnes détenues à tort ont demandé une indemnisation allant jusqu'à un million d'euros chacune, sans respecter les procédures habituelles passant par la Commission nationale de réparation de la détention provisoire, mais en négociant directement avec les cabinets du ministre de la Justice et du Premier ministre. Ces indemnisations couvrent quatre champs : le préjudice moral, la faute lourde de l'État, la détention préventive et le préjudice matériel. Après avoir reçu une provision de 250 000 euros, quinze jours après leur acquittement, certaines transactions dépassent le million d'euros à l'issue de négociations entre leurs avocats et la chancellerie.
Les douze enfants reconnus par la Justice victimes de viols, d'agressions sexuelles et de corruption de mineurs ont également été indemnisés à hauteur de 30 000 euros[réf. nécessaire].

### Réforme de la justice
La commission a proposé de :
1. Réformer le régime de la garde à vue ;
2. Rendre les enquêtes du parquet plus contradictoires ;
3. Limiter la détention provisoire ;
4. Limiter l'exercice des fonctions judiciaires isolées ;
5. Créer la collégialité de l'instruction ;
6. Refonder la chambre de l'instruction ;
7. Garantir l'accès au dossier ;
8. Améliorer la qualité des expertises ;
9. Mieux protéger les intérêts des enfants ;
10. Redéfinir les conditions du recueil des déclarations des enfants ;
11. Repenser la gestion des carrières des magistrats ;
12. Responsabiliser les magistrats ;
13. Responsabiliser les médias ;
14. Rendre compte de la politique pénale devant le Parlement ;
15. Doter la justice de moyens dignes de sa mission.

Les dysfonctionnements de l'« affaire d'Outreau » ont marqué l'opinion puisqu'ils ont jeté une lumière crue sur la responsabilité d'un juge.
Les motifs de la réforme :
Il y a deux motifs principaux : les détentions provisoires ont été très longues et l'affaire a été très médiatisée. Les pièces du dossier ont été communiquées aux avocats avec énormément de retard, des moyens médiatiques considérables ont été utilisés, et on a pu assister à un basculement médiatique à mesure du procès.
La prévention des détentions provisoires abusives :
Le rapport parlementaire proposait de nouveaux butoirs à la limitation de la détention, mais plus l'affaire est complexe, plus la recherche de la vérité est longue. Il est cependant nécessaire de mieux encadrer la détention provisoire.
Certains critères de mise en détention provisoire sont maintenus : éviter la fuite des personnes, empêcher la récidive, préserver les preuves. Le critère de trouble à l'ordre public est supprimé pour les délits et maintenu pour les crimes tels que la profanation de tombes, un accident grave de la circulation. La détention provisoire ne peut pas résulter du retentissement médiatique.
La présence d'un avocat est rendue obligatoire lors du débat contradictoire pour décider de la détention provisoire.
Concernant la publicité du débat contradictoire, le secret de l'instruction est aménagé : auparavant, la demande de publicité émanait de la personne mise en cause et se traduisait par un communiqué de presse. La loi de mars 2007 rend le débat contradictoire public, permettant d'éclairer sur les causes de la détention provisoire. Il est possible de s'opposer à la publicité des débats, par exemple en cas de risque d'entrave à la justice, si la victime le demande (comme c'est le cas pour le procès), ou si la personne poursuivie s'y oppose (risque d'atteinte à la présomption d'innocence).
Une audience de contrôle devant la chambre d'instruction est créée. Elle doit :
- renforcer les droits des parties et le caractère contradictoire de la procédure ;
- contestation de la présomption d'innocence : possibilité de devenir témoin assisté, au fur et à mesure de l'évolution du dossier ;
- demande de confrontation ;
- renforcement du caractère contradictoire de l'expertise : les avocats pourront désigner un contre expert ;
- renforcement du caractère contradictoire des informations avant l'audience : l'avocat pourra faire valoir des éléments avant l'audience ;
- célérité des procédures : suppressions des procédures inutiles (un particulier peut saisir le juge pénal ; si des poursuites étaient engagées, pour entraver certains procès, le pénal bloquait les autres jugements au risque d'encombrer inutilement les juges d'instruction ; le non-lieu sera plus facile en cas de plainte manifestement « inutile ») ;
- pôles d'instructions dans certains TGI (tribunal de grande instance): la cosaisine de plusieurs juges sera plus facile ; la création de pôles d'instruction est prévue en mars 2008 : les trois magistrats devront saisir le JLD (juge des libertés et de la détention) pour une mise en détention provisoire, avec intervention du procureur, mais certains TGI n'auront qu'un seul juge ;
- enregistrement audiovisuel (mis en place au 1er juin 2008) pendant les gardes à vue et l'instruction pour les crimes ; existe déjà pour les mineurs ; cette mesure peut être interprétée comme une défiance à l'égard de la justice mais peut aussi servir de garantie et préviendrait d'éventuelles contestations.

Alors, le projet de loi contient dix-sept articles dont la mesure la plus importante est l'enregistrement audiovisuel obligatoire des gardes à vue dans les affaires criminelles, à l'exclusion de celles qui concernent le terrorisme et le crime organisé[réf. nécessaire].
Le rapport de l'Inspection générale des services judiciaires rendu public le 9 juin 2006 écarte toute faute disciplinaire dans le dossier d'Outreau. Il propose en outre plusieurs pistes d'amélioration, dont beaucoup sont conformes à celles suggérées par la commission d'enquête parlementaire.
Exprimant une claire insatisfaction envers la réforme de la justice en cours, le député Georges Fenech, accompagné de l'avocat Éric Dupond-Moretti et de plusieurs acquittés d'Outreau, annonce le 21 décembre 2006 la création d'un « Observatoire d'Outreau » destiné à « promouvoir une réforme profonde de la justice et d'alerter les autorités ainsi que l'opinion publique sur les nécessaires changements attendus par le pays ». L'association est finalement créée en 2011, sans activité recensée à ce jour[réf. nécessaire].

### Impacts à long terme
En 2018, une analyse du service statistiques de la chancellerie montre une baisse de 40% des condamnations pour viol et agression sexuelle entre 2005 et 2016, les exigences en matière de preuves étant devenues plus fortes depuis l’affaire d’Outreau.
En 2021 le gouvernement français met en place la Commission indépendante sur l'inceste et les violences sexuelles faites aux enfants (CIIVISE), destinée à mieux lutter contre l'inceste et les violences sexuelles commises sur les enfants[réf. nécessaire]. Après le premier avis[Quoi ?] de la CIIVISE, certains des avocats qui avaient défendu des acquittés se prononcent dans une tribune collective contre certaines mesures du rapport qui porteraient selon eux atteinte à la présomption d'innocence.

## Enjeux politiques et institutionnels

### Enjeux politiques
Le 4 septembre 1996, le Premier ministre Alain Juppé avait déclaré : « Il faut parfois mettre entre parenthèses les droits de l'Homme pour protéger ceux de l'enfant ». Dans le même article, la future experte de l'affaire d'Outreau, Marie-Christine Gryson, affirmant en tant que « psychologue responsable d'une structure d'accueil aux victimes » à Hazebrouck (Nord) : « Nous disposons d'une méthodologie fiable pour déterminer si un enfant dit la vérité ».
Le 14 mai 1997, dans une note intitulée « Pédophilie : un autre instituteur mis en examen », le quotidien L'Humanité fait état d'une déclaration du ministre de l'Éducation nationale, François Bayrou, insistant sur la nécessité de « saisir la justice » en cas de soupçons envers un enseignant : « Si, dans l'enquête, quelqu'un est soupçonné, on suspend sa présence auprès des élèves. Et si quelqu'un est condamné, il est radié ». D'après le site de la famille de Bernard Hanse, le suicide de cet enseignant avait eu lieu le 10 juin 1997 pendant la soirée, alors que, d'après une information du journal Le Monde du 13 juin, Ségolène Royal déclarait avoir effectué le 10 juin un « tour par téléphone des inspections académiques » afin d'entreprendre un recensement des cas de pédophilie signalés à la justice.
Dans un entretien de février 2006, Alain Hanse, frère de Bernard Hanse, rappelle que la Circulaire Royal, parue en septembre 1997, prévoit que « dès qu'un élève a confié à un membre de l'Éducation nationale des faits dont il affirme avoir été victime, il appartient à ce fonctionnaire d'aviser immédiatement et directement le procureur de la République, sous la forme écrite et transmise, si besoin est, par télécopie ».
Inversement, des psychologues, sachant que 10 % seulement des signalements donnaient lieu à une procédure judiciaire avant l'affaire, contestent qu'il y ait jamais eu de sacralisation de la parole de l'enfant et estiment que l'affaire d'Outreau a fait régresser de vingt ans la prise en compte de la parole de ceux-ci.

### Antécédents institutionnels
Un autre élément des antécédents de l'affaire, mis récemment en évidence par des parlementaires[Lesquels ?][Quand ?], réside sans doute dans une réticence chronique des institutions françaises à aborder dans la clarté la question de la responsabilité et de l'apparence d'impartialité des magistrats et d'autres corps influents de l'État.
Un avis du Conseil supérieur de la magistrature du 11 mars 2004 sur « les mesures qui pourraient être prises pour mieux garantir l'autorité judiciaire contre la mise en cause injustifiée de tel ou tel de ses membres » affirme que « Les demandes répétitives en récusation ou en renvoi peuvent être dirigées contre un même juge ou une même juridiction, de façon quasi obsessionnelle, par un justiciable particulièrement vindicatif, voire déséquilibré ».
Un article du 25 décembre 2006 souligne également, à la lumière du débat parlementaire récent, que la France n'avait jamais mis en application la Charte de 1998 du Conseil de l'Europe sur le statut des juges, notamment son article 5.3 : « Toute personne doit avoir la possibilité de soumettre sans formalisme particulier sa réclamation relative au dysfonctionnement de la justice dans une affaire donnée à un organisme indépendant. Cet organisme a la faculté, si un examen prudent et attentif fait incontestablement apparaître un manquement (...) de la part d'un juge ou d'une juge, d'en saisir l'instance disciplinaire ou à tout le moins de recommander une telle saisine à une autorité ayant normalement compétence, suivant le statut, pour l'effectuer ».
La question de l'organisme indépendant mentionné par la Charte serait réglée, dans les actuels projets de loi, en élargissant les prérogatives du Médiateur de la République qui, jusqu'à présent, ne pouvait pas intervenir en matière de justice[Lesquels ?][Quand ?].

## Condamnations ultérieures
Le 23 février 2012, le tribunal correctionnel de Boulogne-sur-Mer a condamné Franck et Sandrine Lavier, deux acquittés d'Outreau, respectivement à dix et huit mois de prison avec sursis pour violences habituelles (sans caractère sexuel) sur deux de leurs enfants. Le couple avait été également inculpé de corruption de mineurs, des vidéos prouvant que des adultes nus avaient mimé des actes sexuels devant de jeunes enfants au domicile des Lavier. Le tribunal a estimé que ces faits étaient moralement répréhensibles, mais que la volonté de corrompre les mineurs n'était pas prouvée et a relaxé les époux Lavier de ce chef.
Le 8 juin 2016, Franck Lavier est placé en garde à vue, sa fille Cassandra de 17 ans ayant porté plainte contre lui pour agressions sexuelles et viols. Il a été mis en examen à l'issue de sa garde à vue, mais laissé libre sous contrôle judiciaire avec notamment l'interdiction de se présenter à son domicile et d'entrer en contact avec la plaignante. En juillet 2021, le parquet a requis le renvoi de Franck Lavier devant le tribunal correctionnel pour des faits d'agressions sexuelles, commis entre septembre 2014 et mai 2016. Il est condamné à six mois de prison avec sursis par le tribunal de Boulogne-sur-Mer le mardi 7 novembre 2023 pour agressions sexuelles sur sa fille.
En mars 2022, Chérif Delay, une des anciennes victimes, comparaissant devant le tribunal correctionnel de Versailles pour des délits de violences conjugales en récidive de 2016 à 2022, est mis en examen par un juge d'instruction à Versailles pour tentative de meurtre par conjoint et menaces de mort après des aveux en audience.

## Critiques sur le déroulement et l'issue des procès
Un film documentaire sorti en salles en mars et avril 2013, Outreau, l'autre vérité, financé par l'association Innocence en danger donne la parole à certains[Lesquels ?] magistrats, journalistes, représentants d'associations et certains[Lesquels ?][Combien ?] des enfants reconnus victimes dans l'affaire. Ces personnes s'interrogent sur le faible nombre de condamnés au regard du nombre de victimes, sur la présence de nombreuses preuves et dénonciations dans le dossier d'instruction, sur le manque d'équité des procès, ainsi que sur la collusion entre journalistes et avocats de la défense[réf. nécessaire]. Ce documentaire est aussitôt critiqué par l'un des avocats des acquittés, Éric Dupond-Moretti, qui dénonce une « absolue malhonnêteté ». Co-auteur d'un livre écrit en 2012 avec ce dernier, le chroniqueur judiciaire, Stéphane Durand-Souffland, qui a couvert les débats d'Outreau depuis le procès de Saint-Omer, parle de « théorie du complot ».
Lors du troisième procès en 2015, l'association Innocence en danger se retrouve, selon le journal Le Monde, « seule contre presque tous ». Elle se porte partie civile alors que les trois principales associations de protection de l’enfance maltraitée (La voix de l’enfant, L’Enfant bleu, et Enfance et partage) souhaitent tourner la page. Pour la porte-parole d’Enfance et partage, « il y a si peu d’éléments concordants ».
Lors de la sortie en 2023 d'une série télévisée sur France 2[Laquelle ?], l'une des victimes, Jonathan Delay, appelle au boycott de la série, qui selon lui, constitue une « manipulation médiatique », en présentant les « adultes comme étant les premières victimes de cette affaire ». La série ne montre pas que certains enfants, dont Jonathan Delay, restent persuadés que certains acquittés étaient en fait coupables. « Avant de témoigner pour le docu, Jonathan Delay savait qu'il existait une vérité judiciaire et qu’il ne serait pas possible de revenir dessus. Sa réaction m’attriste puisqu’il ne s’agit absolument pas d’opposer la parole des uns à celles des autres », précise Agnès Pizzini, la coréalisatrice du documentaire.
L'avocat et essayiste Gilles Antonowicz, conseiller pour cette série documentaire, estime que « ce fiasco judiciaire, c’est celui de la société tout entière ». Selon lui, « on ne peut réduire ce fiasco aux seules erreurs du juge Burgaud. Tout le monde a été mauvais. Les avocats au début, les magistrats, les assistantes sociales qui ont joué les enquêtrices, les médecins de l’hôpital qui n’ont jamais bougé, le juge des enfants aux abonnés absents, mais aussi et surtout les journalistes qui ont été jusqu’à inventer des faits ».

#### Articles
- Alain Lazartigues et Jean-Yves Hayez, « Les durs enseignements d'Outreau », Le Carnet PSY, no 92,‎ 2004, p. 34-37 (lire en ligne).
- Thibaut Cara, « Affaire d'Outreau : Après le « délire » médiatique, l'amnésie collective », sur Acrimed, 14 décembre 2005.
- « Outreau, faillite judiciaire et peur des réseaux », Esprit, nos 3-4,‎ mars-avril 2006, p. 6-7 (lire en ligne).
- Julie Joly-Hurard, « La responsabilité civile, pénale et disciplinaire des magistrats », Revue internationale de droit comparé, vol. 58, no 2,‎ avril 2006, p. 439-475 (lire en ligne).
- Guy Canivet et Julie Joly-Hurard, « La responsabilité des juges, ici et ailleurs », Revue internationale de droit comparé, vol. 58, no 4,‎ octobre 2006, p. 1049-1093 (lire en ligne).
- Fedor Saneponsa, « La presse et Outreau (2001-2006) », Le Tigre, no 1,‎ 17 mars 2006, p. 06-09 (lire en ligne).
- « Outreau : anatomie d'une aberration judiciaire », Le Débat, no 143,‎ janvier 2007, p. 20-85 (lire en ligne).
- Robert Muchembled, « Outreau : un procès en sorcellerie de notre temps », Le Débat, no 143,‎ janvier 2007 (lire en ligne).
- Michelle Lecolle, « Polysignifiance du toponyme, historicité du sens et interprétation en corpus : Le cas de Outreau », Corpus, no 6,‎ janvier 2007, p. 101-125 (lire en ligne).
- « Justice - L'après-Outreau », Études, t. 406,‎ mars 2007, p. 333-345 (lire en ligne).
- Claudio Parisi, « L'extension du système de juge unique en Europe », Revue internationale de droit comparé, vol. 59, no 3,‎ juillet 2007, p. 647-671 (lire en ligne).
- « Parole(s) : l'affaire d'Outreau », Droit et cultures, no 55,‎ janvier 2008 (lire en ligne).
- Roselyne Koren, « Éthique de conviction et/ou éthique de responsabilité », Questions de communication, no 13,‎ janvier 2008, p. 25-45 (lire en ligne).
- Gilles Bastin, « Une exception d'irresponsabilité ? : Médias et journalistes dans l'affaire d'Outreau », Questions de communication, no 13,‎ janvier 2008, p. 89-107 (lire en ligne).
- Jean-Louis Halperin, « La preuve judiciaire et la liberté du juge », Communications, no 84,‎ janvier 2009, p. 21-32 (lire en ligne).
- Bernard Paillard, « La rumeur, ou la preuve ordinaire », Communications, no 84,‎ janvier 2009, p. 119-135 (lire en ligne).
- Delphine Goetgheluck (dir.) et Patrick Conrath (dir.), « Le juge, la parole et l'enfant », Le Journal des psychologues, no 268,‎ mai 2009 (lire en ligne).
- Fadila Chourfi, « La construction de la loi du 5 mars 2007 : Pour une analyse sociopolitique des mutations de la Protection de l'enfance », Sociétés et jeunesses en difficulté, no 9,‎ printemps 2010 (lire en ligne).
- Pierre Rancé, « Outreau : symbole du manichéisme », la Gazette du Palais, no 120,‎ printemps 2010 (lire en ligne).
- « Enfant, enfance et discernement », Recherches familiales, no 9,‎ janvier 2012 (lire en ligne).
- Lucie Soullier et Florence Aubenas, « Outreau : trois semaines dans l'ombre des « révisionnistes » », sur www.lemonde.fr, 5 et 6 juin 2015 (consulté le 6 juin 2015)
- Éric Dussart, « Pour qu'on en finisse enfin avec Outreau et la calomnie », sur www.lavoixdunord.fr, 7 juin 2015 (consulté le 7 juin 2015)
- Aurélien Dyjak, « L'ajustement réciproque des croyances et des acceptations individuelles. Croire et accepter en contexte judiciaire : l'affaire d'Outreau », dans Alban Bouvier et Raphaël Künstler (dir.), Croire ou accepter ? Analyses conceptuelles et études de cas, Paris, Hermann, coll. « Philosophie », 2016, 327 p. (ISBN 978-2-7056-9249-0).

#### Livres
- Florence Aubenas, La Méprise : l'affaire d'Outreau, Paris, éditions du Seuil, coll. « H.C. ESSAIS », 14 octobre 2005, 252 p. (ISBN 978-2-02-078951-6, BNF 40073989, LCCN 2006380230).
- Jacques Delivré et Jacques Cuvillier, Outreau, angles morts, Éditions du Pétiole, 10 juillet 2019 (ISBN 9782491153007).
- René-Philippe Dawant et Georges Huercano-Hidalgo, Contre-enquête à Outreau : sexe, mensonges et vérité, Liège, éditions Luc Pire, octobre 2005, 150 p. (ISBN 978-2-87415-518-5).
- Pierre Decheix, L'Affaire d'Outreau, la balance bloquée, Châtenay-Malabry, chez l'auteur, 2005, 237 p. (ISBN 978-2-9524374-0-0, BNF 39999044).
- Antoine Garapon et Denis Salas, Les Nouvelles Sorcières de Salem : leçons d'Outreau, Paris, éditions du Seuil, 2006, 166 p. (ISBN 978-2-02-090672-2, BNF 40945776).
- Elsa Guiol, Tous pédophiles ?, Paris, éditions de La Martinière, coll. « Doc en stock », 2005, 140 p. (ISBN 978-2-84675-152-0, BNF 39949495). Ouvrage qui traite également de l'affaire Dutroux.
- Brice Gravelle, Le traitement médiatique de l'affaire Outreau : un exemple du fonctionnement du champ médiatique dans l'engrenage d'un fait-divers, Toulouse, 2011, 105 p. (lire en ligne). Mémoire IEP de Toulouse
- Patrick Hermansen et Sophie Nivelle-Cardinale, Outreau, paroles d'acquittés : vies détruites, réputations, défaites, enfants placés, comment reconstruire ?, Paris, éditions Scali, 2008, 156 p. (ISBN 978-2-35012-147-5, BNF 41190655).
- Philippe Houillon et Élisabeth Fleury, Au cœur du délire judiciaire, Paris, éditions Albin Michel, 2007, 252 p. (ISBN 978-2-226-17937-1, BNF 41096571).
- Thierry Maricourt, Mon enfant d'Outreau, l'affaire d'Outreau, erreur ou massacre judiciaire ?, éditions Hors commerce, Paris, 2005, 222 p.,  (ISBN 978-2-915286-41-0)
- Thierry Maricourt, Ceux qui ne mentent jamais, Ginkgo, Paris, 2010, 192 p.,  (ISBN 978-2-84679-082-6).
- Érick Maurel, Paroles de procureur, Paris, éditions Gallimard, coll. « Témoins », 2008, 283 p. (ISBN 978-2-07-011977-6, BNF 41196108).
- Méhen Mouhou, Affaire d'Outreau : dans l'enfer du mensonge, Paris, Canubis éditions, 2005, 155 p. (ISBN 978-2-915902-01-3, BNF 40069326).
- Acacio Pereira, Justice injuste : le scandale de l'affaire d'Outreau, Paris, éditions P. Rey, 2004, 258 p. (ISBN 978-2-84876-026-1, BNF 39247480).
- Florence Samson, Outreau et après ? : la justice bousculée par la commission d'enquête parlementaire, Paris, éditions L'Harmattan, coll. « Questions contemporaines », 2006, 221 p. (ISBN 978-2-296-01141-0, BNF 40219899).
- Patrice Trapier et Anne-Laure Barret, Innocents : le calvaire des accusés d'Outreau, Paris, éditions Calmann-Lévy, 2005, 543 p. (ISBN 978-2-7021-3604-1, BNF 40056125).
- André Vallini, Justice pour la République : réquisitoire contre le populisme par le président de la commission Outreau, Paris, éditions L'Archipel, 2008, 405 p (ISBN 978-2-84187-921-2, BNF 41263214).
- Jean-Marie Viala, Outreau ou La justice martyrisée, Paris, éditions J.-M. Laffont, 2004, 186 p. (ISBN 978-2-84928-082-9, BNF 39914621).
- Rapport fait au nom de la commission d'enquête chargée de rechercher les causes des dysfonctionnements de la justice dans l'affaire dite d'Outreau et de formuler des propositions pour éviter leur renouvellement, Paris, Assemblée Nationale, 2006, 628 p. (ISBN 978-2-11-121251-0, BNF 40194708, lire en ligne).
- Dr Ludwig Fineltain Le rôle des experts dans le drame d'Outreau
- Jacques Thomet, Retour à Outreau : Contre-enquête sur une manipulation pédocriminelle, Saint-Denis, édition classique Kontre Kulture, 2013, 337 p. (ISBN 978-2367250243, BNF 2367250243)

### Témoignages
- Chérif Delay (en collaboration avec Serge Garde), Je suis debout : L'aîné des enfants d'Outreau sort du silence, 2011 (ISBN 978-2-7491-2123-9).
- Jonathan Delay, Au-delà de l'irréparable : Une vie d'enfant de l'affaire d'Outreau, 2021 (ISBN 978-2-892-39383-5).
- Karine Duchochois (avec la collaboration de Florence Assouline), Moi, Karine innocente et cassée, Paris, éditions Plon, 2004, 161 p. (ISBN 978-2-259-20152-0, BNF 39278092) de Karine Duchochois.
- Marie-Christine Gryson-Dejehansart, Outreau. La Vérité abusée. 12 enfants reconnus victimes , (éd. Hugo et Cie, 2009 e-book 2015), éd. Fabert, Paris, coll. "Hors collection", nouvelle édition revue, commentée et mise à jour, 2023, 240 p.  (ISBN 978-2-84922-758-9)
- Daniel Legrand père et Daniel Legrand fils (avec la collaboration de Youki Vattier), Histoire commune, Paris, éditions Stock, coll. « Les documents », 2008, 354 p. (ISBN 978-2-234-06148-4, BNF 41332693).
- Alain Marécaux, Chronique de mon erreur judiciaire : une victime de l'affaire d'Outreau, Paris, éditions Flammarion, 2005, 379 p. (ISBN 978-2-08-068830-9, BNF 39971779).
- Dominique Wiel (avec la collaboration de Lionel Duroy), Que Dieu ait pitié de nous : mémoires, Paris, Oh ! éditions, septembre 2006, 253 p. (ISBN 978-2-915056-43-3, BNF 40244337).

### Filmographie
- Présumé Coupable, film réalisé par Vincent Garenq avec Philippe Torreton raconte le calvaire d'Alain Marécaux, l'huissier de l'affaire d'Outreau, accusé à tort puis acquitté. Sorti en 2011.

### Documentaires télévisés
- Les fantômes d'Outreau, de Georges Huercano-Hidalgo et Jean-Michel Dehon, produit par Point du Jour, France 5, 2004.
- L'affaire d'Outreau, Secrets d'actualité, M6, 2005-2006.
- Outreau, notre histoire, film documentaire de Rémi Lainé, 2006, 60 min. Centré sur le cas du couple (acquitté) Franck et Sandrine Lavier.
- Myriam Badaoui, la menteuse et le juge de Youki Vattier, Faites entrer l'accusé présenté par Christophe Hondelatte, France 2, janvier 2008 et octobre 2009.
- Outreau, l'autre vérité, par Serge Garde (2013), critiquant les procès en appel, et accusé lui-même de complotisme
- L’affaire d’Outreau, RTL TVI/France 2, 17 et 24 janvier 2023, mini-série documentaire de 4 × 52 min[105] d’Agnès Pizzini et Olivier Ayache-Vidal. Le film montre des acteurs reconstituer l'affaire, avec la participation active de quatre acquittés, de leurs avocats, et de deux des enfants victimes de l'affaire. Un appel au boycott de la série de France 2 est lancé par Jonathan Delay, un des douze enfants victimes, accusateur débouté lors du troisième procès. Il a participé à la série mais reproche une vision selon lui très favorable aux acquittés[103].
- Mini série Netflix 2024 : Outreau un cauchemar français

### Émissions radiophoniques
- « Outreau : la fabrique du mensonge», Affaires Sensibles de Fabrice Drouelle, France Inter, diffusé le 30 avril 2015.
- « L'affaire d'Outreau », série de 6 épisodes, Affaires Sonores de Élodie Rabé sur La Voix du Nord, diffusés du 25 février 2021 au 1er avril 2021.
- « L'affaire d'Outreau, le récit d'un fiasco judiciaire», série de 4 épisodes dans Home(icides) de Caroline Nogueras sur Bababam, diffusés du 6 au 27 janvier 2022.